# Iatrochemie
De iatrochemie — afgeleid van het Griekse ιατρός (iatrós, arts) en χημεία (chemeia, letterlijk 'de kunst van het (metaal)gieten') — ook als chemiatrie of chymiatrie aangeduid, is een op alchemie gebaseerde medische leer gegrondvest door Paracelsus in de 16e eeuw.

## Paracelsus
Paracelsus poogde een precieze samenhang te vinden tussen een medicament en de ziekte die daarmee behandeld moest worden. Daartoe stelde hij zijn leer van de microkosmos — de mens — en de macrokosmos — zijn omgeving, op. Beide bestaan uit dezelfde substanties en een ziekte zou uitbreken, als het "uitwendige" mineraal zijn tegenhanger in het lichaam aanstak. De behandeling bestond hierin, dat de patiënt een medicijn kreeg toegediend dat van het ziekteveroorzakende mineraal gemaakt was. Het samenstellen van dit geneesmiddel geschiedde volgens alchemistische methoden, door Paracelsus ook wel spagyriek genoemd.
Deze leer hield geen stand, omdat uit zijn geschriften niet duidelijk werd, hoe een ziekte precies in verband gebracht kon worden met minerale invloeden. Jan Baptista van Helmont (1579–1644) poogde deze theorie verder te ontwikkelen, maar faalde vanwege hetzelfde probleem. De recepturen van Paracelsus die werkzaam waren bleven behouden; de achterliggende theorie werd verworpen.

## Iatrochemische school
De onderzoekingen van Van Helmont leidden tot de oprichting van de iatrochemische school in de 16e en 17e eeuw, met als voorvechters Franciscus Sylvius (1614–1672) en Thomas Willis (1621–1675). Zij herformuleerden Galenus' leer in chemische terminologieën als "zuren" en "logen" en probeerden de fysiologie en de pathogenese aan de hand van deze chemische tegenstellingen te verklaren.
De eerste leerstoelen voor de iatrochemie werden aan de Duitse universiteiten in de 17e eeuw bekleed door:
- 1609: Johannes Hartmann als professor in de chymiatrie aan de universiteit van Marburg.
- 21 februari 1641: Werner Rolfinck als professor in de iatrochemie aan de Universiteit van Jena.

Belangrijke vroege vertegenwoordigers van de iatrochemie waren Van Helmont, Martin Ruland de Oudere en zijn gelijknamige zoon. In de loop van de 17e eeuw poogde vooral Sylvius de iatrochemie een rationele basis te verlenen.

## Verdringing van de iatrochemie
Chemie en farmacie vormden lange tijd één en hetzelfde vakgebied; deze verbinding werd pas in de 18e eeuw losgelaten. In 1750 werd aan de universiteit van Uppsala de nieuwe leerstoel voor chemie aan de filosofische faculteit opgericht, bekleed door Johan Gottschalk Wallerius, dit tot ongenoegen van de medische faculteit aldaar. De reden voor deze beslissing was van economische aard: men verwachtte meer nut van een wetenschappelijke ondersteuning van de mijnbouw.
Ook van de kant van de farmacie werd de iatrochemie steeds verder verdrongen door de vertegenwoordigers van rationeel-empirische geneeskunde, in het bijzonder Herman Boerhaave in Nederland, Friedrich Hoffmann in Duitsland en Thomas Sydenham in Engeland.